# Germà de Talloires
Germà de Talloires (mort a Talloires, ~1018 o 1050) fou un monjo benedictí i després un monjo solitari del segle x i XI. És venerat com a sant per l'Església catòlica. No s'ha de confondre amb Sant Germà de Montfort (906 - 1000), prevere i també monjo benedictí de Talloires.
Hi ha molt poques dades sobre el sant, que té, en canvi, diverses llegendes. Algunes fonts com el Martirologi de Talloires en donen dades que no concorden amb els fets històrics comprovats, per la qual cosa tampoc no són versemblants.
Es diu que havia nascut a Flandes i que va estudiar a París; va ingressar a l'Orde de Sant Benet. Cap al 1020, l'abat Iteri de Savigny el va enviar amb altres perquè fundés un monestir vora el llac d'Annecy, a Talloires, on ja hi havia una capella dedicada a la Mare de Déu. Germà va ésser el prior del nou monestir, depenent de Savigny. Hi va ésser el preceptor de Bernat de Menthon, després sant.
Després, novament a Talloires, va retirar-se a fer vida eremítica durant uns quaranta anys a una cova de la muntanya, sobre l'actual poble de Saint-Germain-de-Joux, on passava el dia i baixava al monestir a passar-hi la nit. Hi morí cap al 1018 o el 1050. Des del segle xii consta la veneració envers l'eremita, i al segle xv s'edificà una capella a l'ermita on havia viscut. La seva vida fou escrita en llatí el 1621. Urbà VIII el va fer sant.